# 瑞巌寺 (松阪市)
瑞巌寺（ずいがんじ）は三重県松阪市岩内町（ようちちょう）にある浄土宗知恩院派の仏教寺院。地名を冠して岩内瑞巌寺とも称する。山号は妙法山。
本尊は石仏十一面観音菩薩。堀坂山麓にあり、境内を観音川が流れている。境内の庭園は「瑞巖寺庭園」の名で三重県指定名勝と松阪市指定になっている。

## 歴史

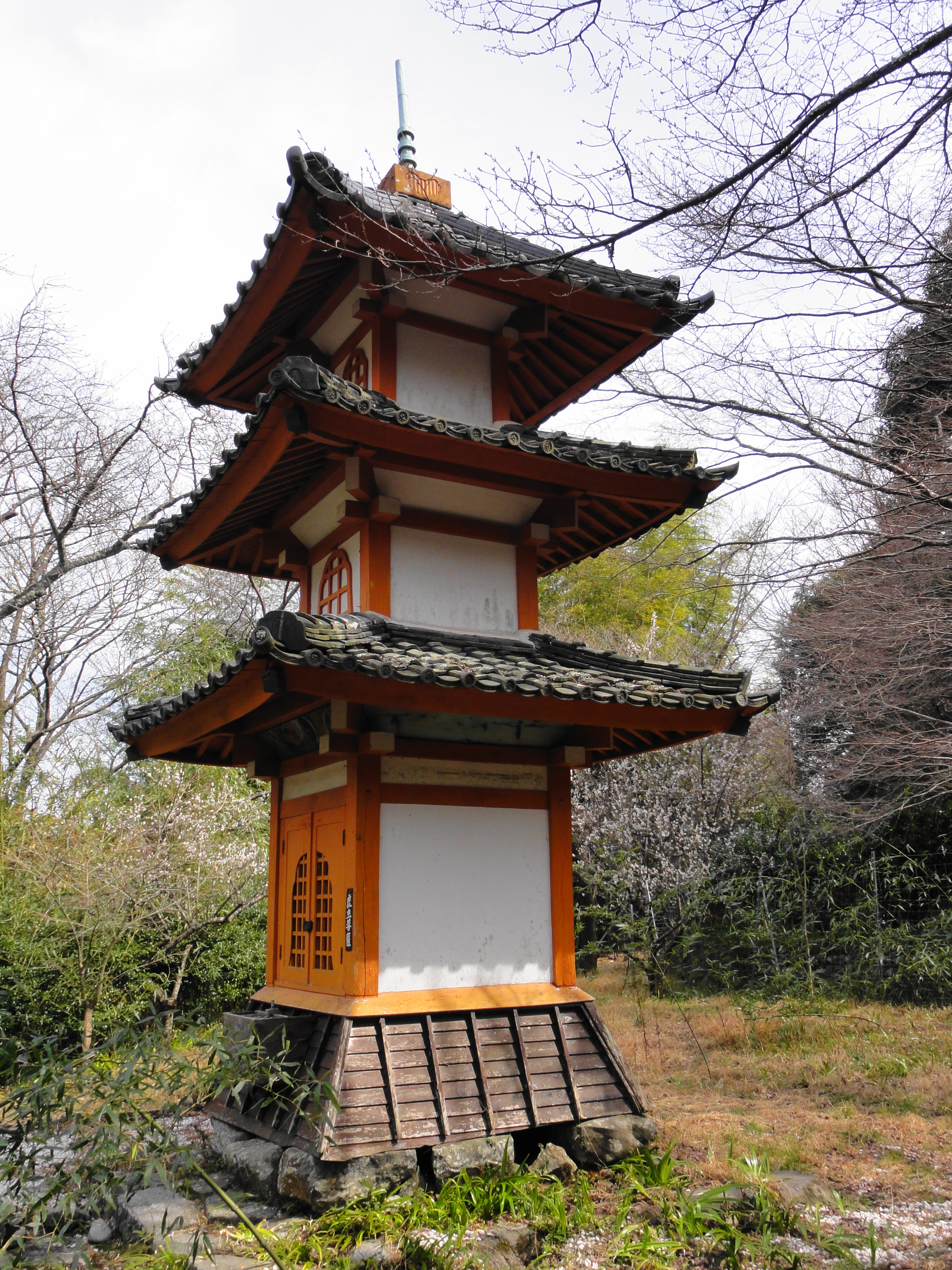
三重塔

空海（弘法大師）の開基と伝えられ、真言宗の寺として始まる。
近世までに戦火や地震などで荒廃してしまったが、江戸時代の寛政年間（1789年〜1801年）に門超上人によって再興され、浄土宗知恩院派に改宗した。この寺の名物に紫蘇飯（しそめし）があり、紀州藩主が絶賛したという。本堂・庫裏・三重塔・弁天堂などの堂于は江戸時代後期に再建された。
かつては近隣の小学生の遠足や行楽に訪れる人々も多かったが、現在は管理する者もなく荒廃してしまっており、地元の女性グループ「アグロマリン三重・ゆかり会」が復興を目指している。

## 境内とその周辺

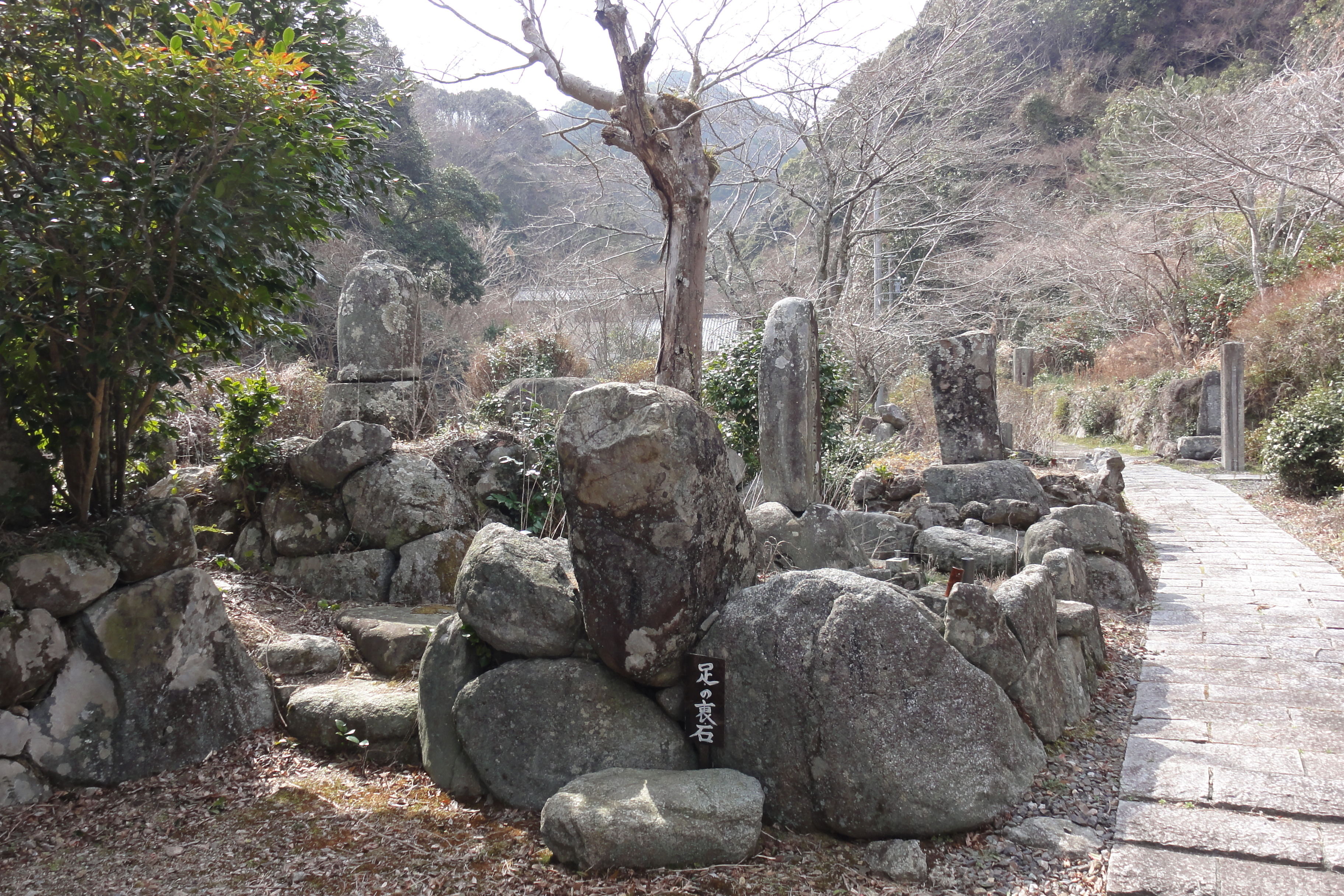
庭園

境内は瑞巌寺庭園という庭園で、1937年（昭和12年）10月13日に三重県指定名勝となった。文化9年（1812年）、15年の歳月をかけて完成したと伝えられる。春にはサクラ、秋にはモミジが見頃を迎える。
瑞巌寺の南には、目の病を癒すとされる横滝寺と不動滝、北には北畠氏と家臣の大宮氏が詰めた阿坂城（白米城）があり、これらをめぐるハイキングをする人もいる。
- 不動滝：瑞巌寺が真言宗だった頃に滝行に使われていた滝。落差約5m。
- 鏡池と三重塔：再興した上人の夢に観世音菩薩が現れ、池と塔を造るよう命じたために造られた[5]。池にはコイがいる。池は寛政8年（1796年）に灌漑用溜め池としても利用できるように造られたという[3]。三重塔には虚空蔵菩薩（福万虚空菩薩）を安置している[1]。

## 交通
- 伊勢自動車道松阪ICから、県道松阪第2環状線・県道瑞巌寺庭園線利用、約2km。
- JR紀勢本線・同名松線・近鉄山田線松阪駅より三重交通路線バス48系統嬉野一志町行きに乗車、岩倉口バス停下車、徒歩20分[2]。